# 旧格拉德 (萨拉热窝)
旧格拉德（直译：旧城）是波斯尼亚和黑塞哥维那实体之一波黑联邦薩拉熱窩州塞拉耶佛市的四个市镇之一，为萨拉热窝市最老及最有历史意义的部分。市镇面积为51.4平方公里，2013年人口数量为36,976人。
旧格拉德市镇内有很多宗教建筑和独特的波斯尼亚建筑。东半部主要是奥斯曼风格，而西半部则受到奥匈帝国的建筑和文化的影响。这象征着整个城市为东西文化的交汇地点。市镇内有很多旅馆和观光景点。

## 人口
2013年人口普查时旧格拉德市镇有36,976名居民：
- 波族 - 32,794 (88.68%)
- 克族 - 685 (1.85%)
- 塞族 - 467 (1.26%)
- 其他 - 3,030 (8.19%)

## 图集

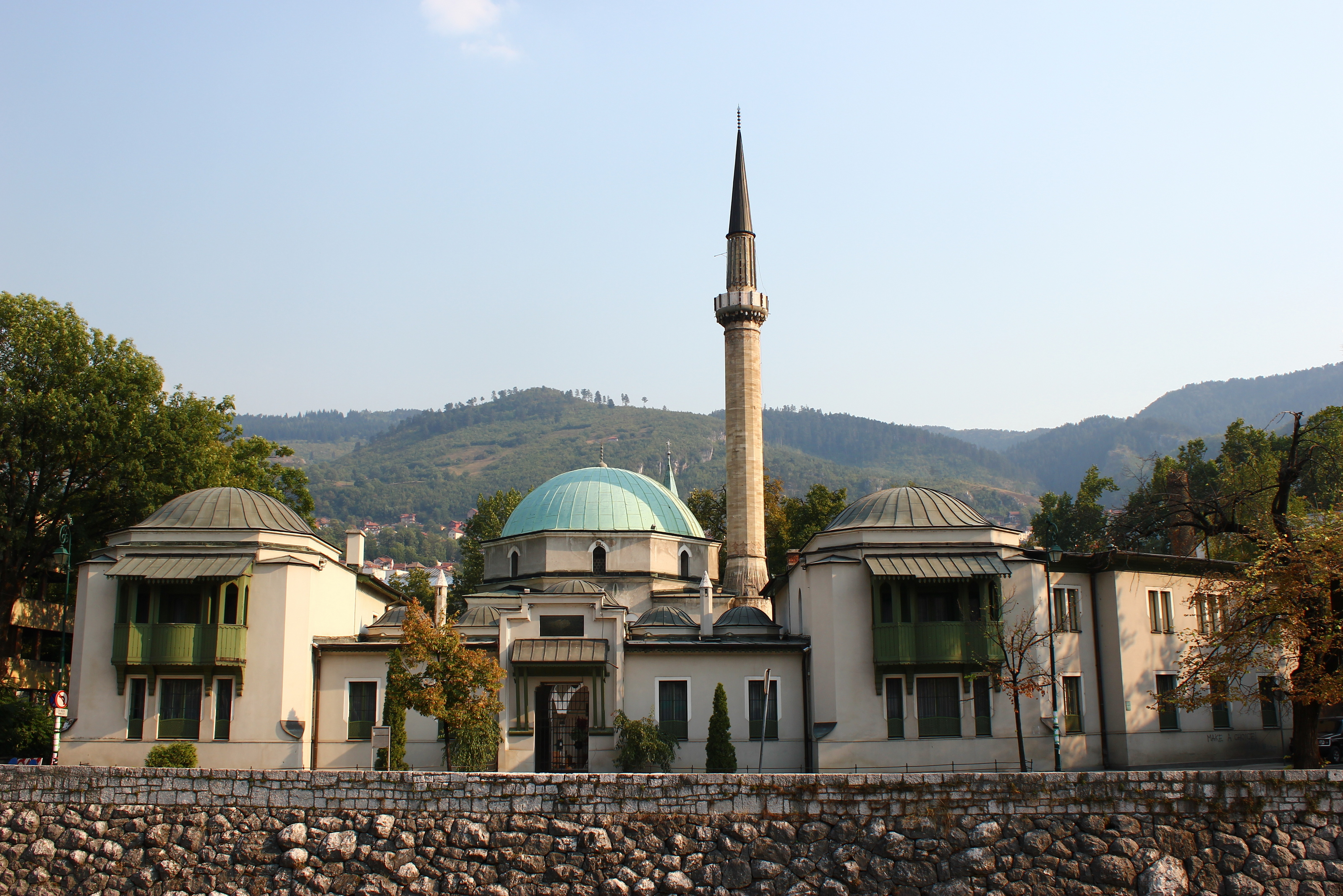
国王清真寺
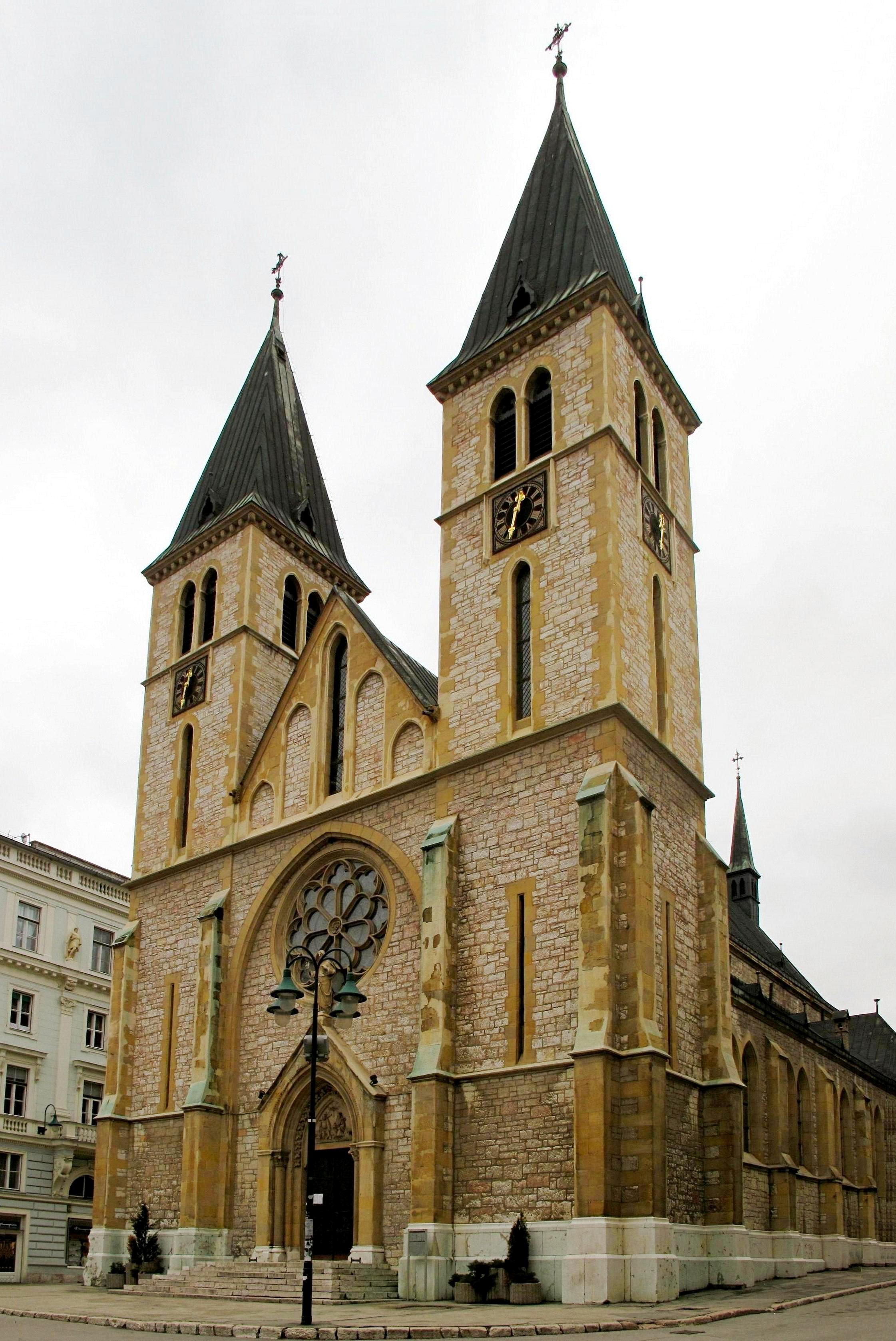
聖心主教座堂
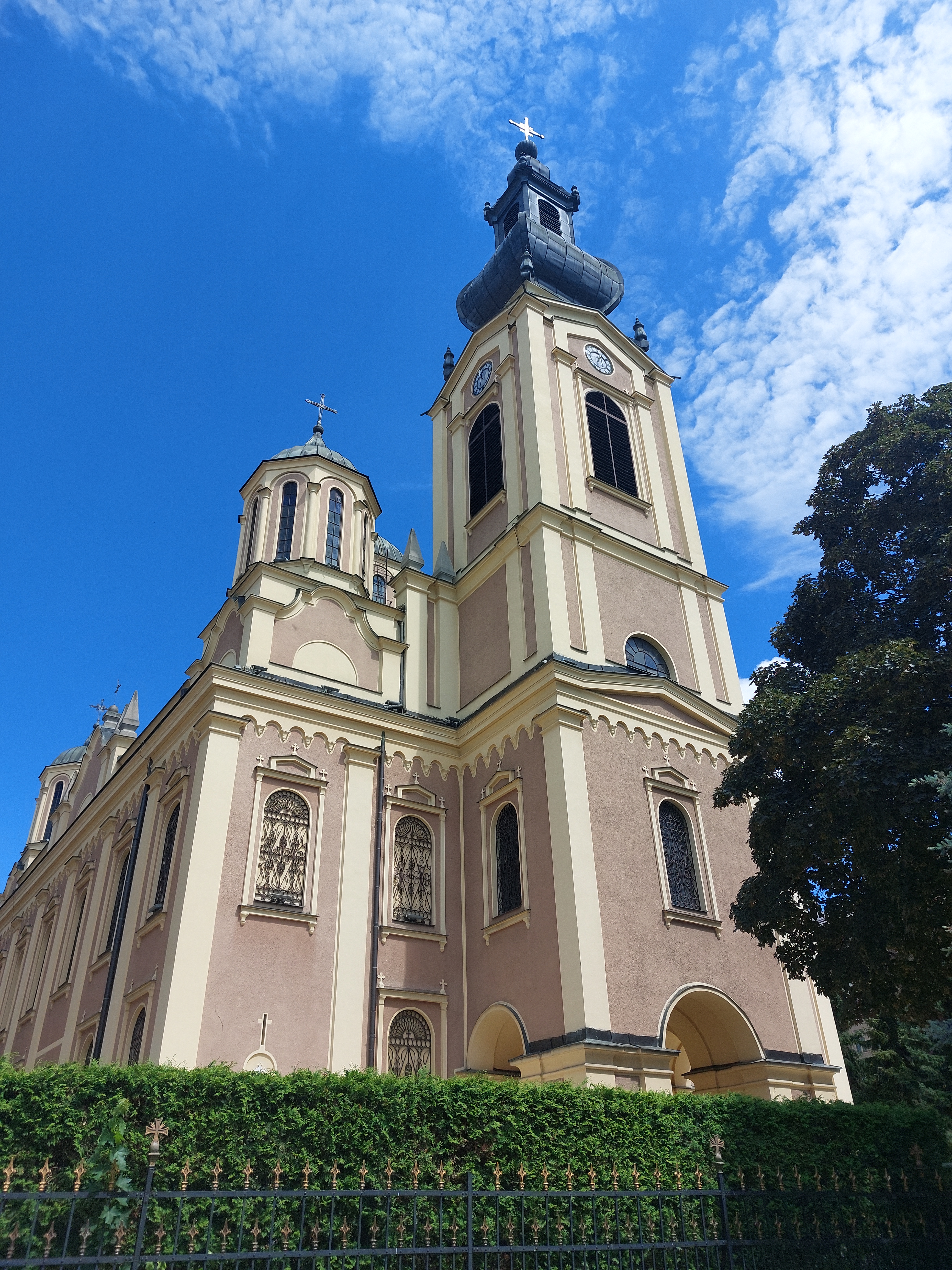
聖母聖誕主教座堂
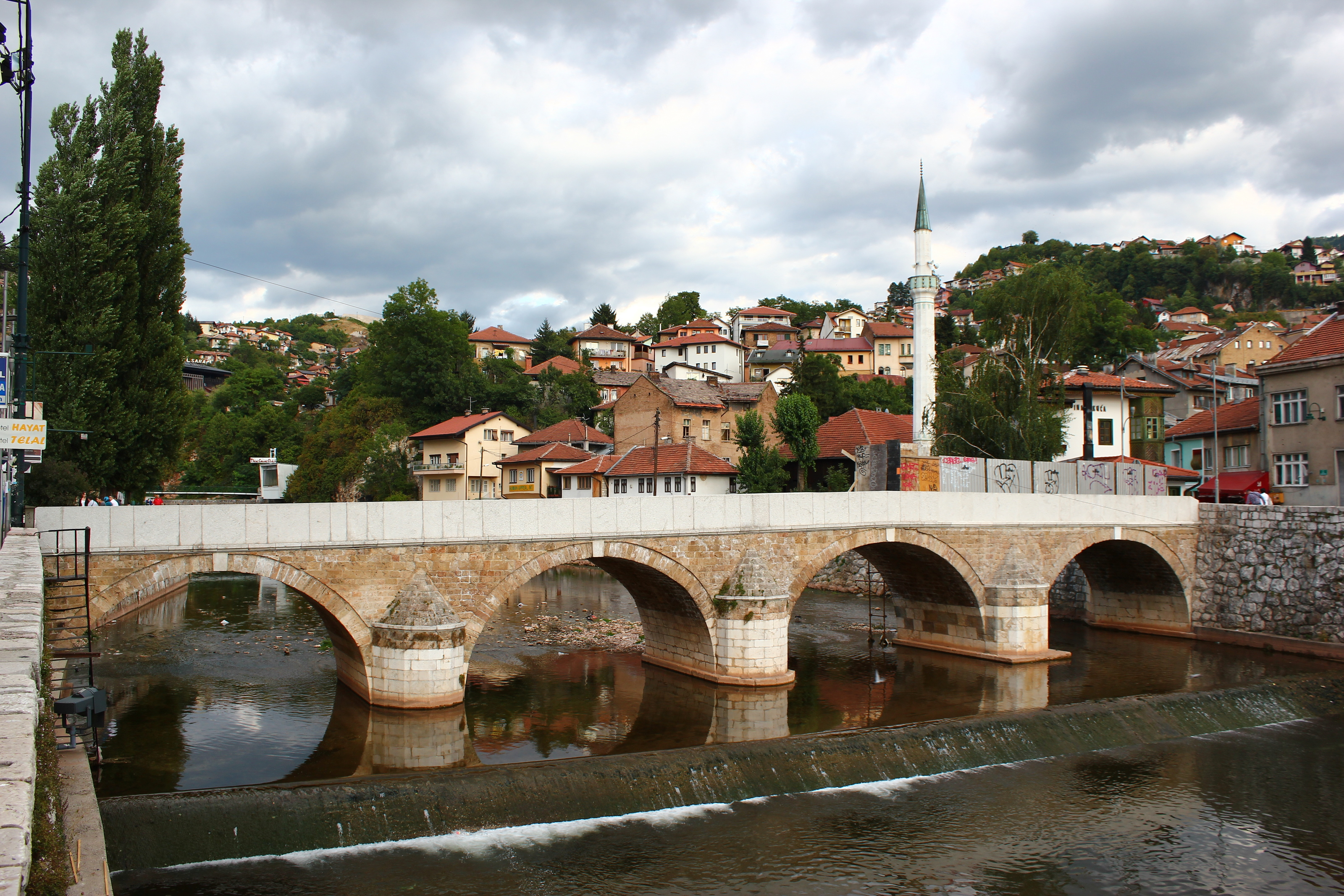
市长桥